# السينما الموسيقية الإسبانية

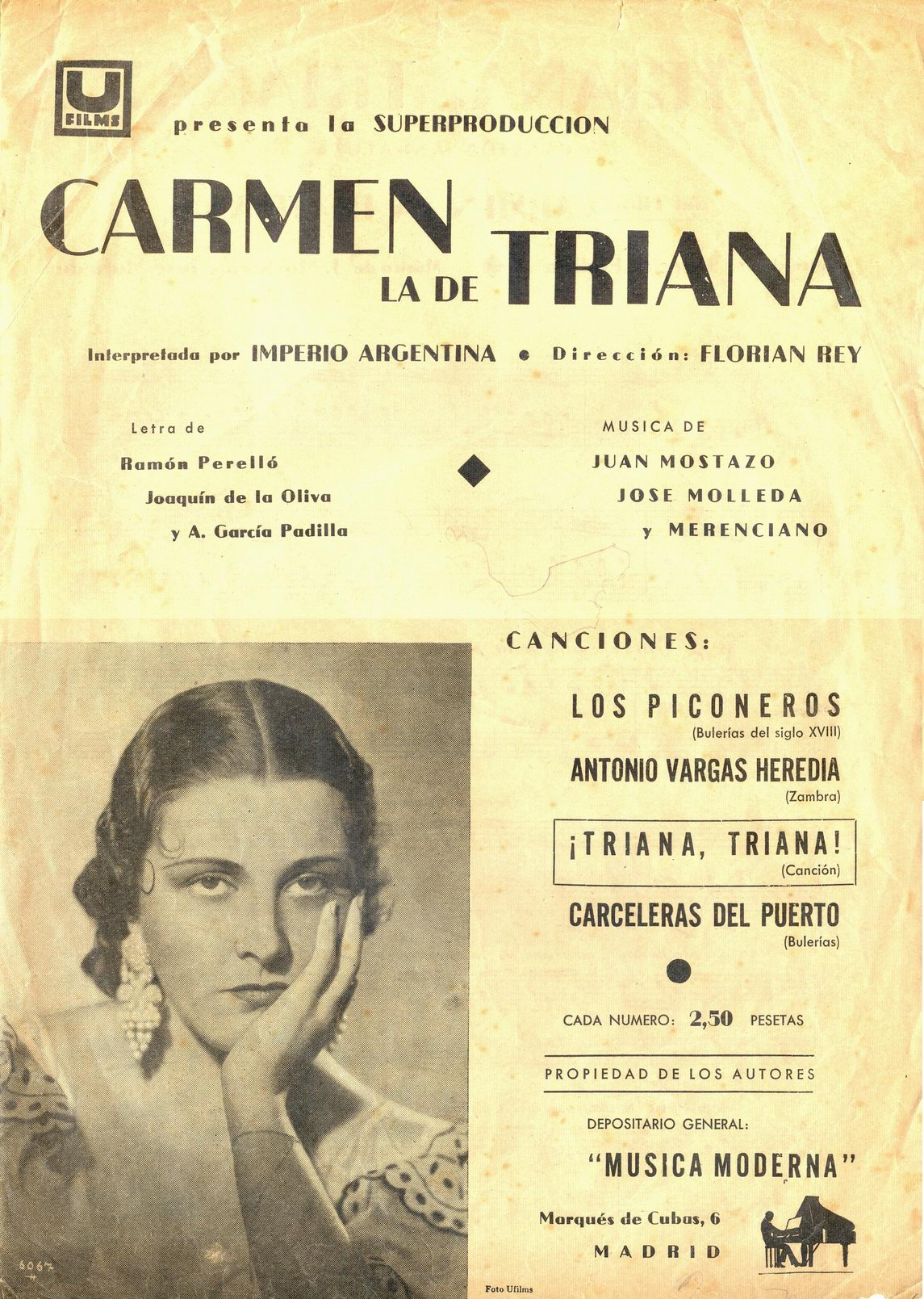
فيلم كارمن لا دي تريانا

السينما الموسيقية في إسبانيا هي سينما تعود إلى بدايات السينما الصوتية باكتشاف أفضل الأعمال في الثلاثينات. نشأت متغذية بالتقاليد والأذواق الموسيقية من العصر مثل الأوبريت والكوبليه والكوبليت والفلامنكو والاستعراض وفي الخمسينات الموسيقى الشعبية.
تغلغلت السينما الموسيقية بطريقة عميقة جداً في إسبانيا. لم يصل الفن السينمائي المجاور مثل الفرنسي والإيطالي الأكثر أهمية على مستوى نوعي وكمي، إلى تطوير عدد كبير من الأفلام الموسيقية مقارنة بالإسبانية، ولا يمكن اعتبار أنهم شكلوا نوع سينمائي وطني. ومع ذلك تتصل السينما الموسيقية مع الفانتاتيرور النوع الأكثر وفرة وذو تأثير شعبي كبير في السينما الإيبيرية. والفرق الكبير بين كلاهما هو أن الفانتاتيرور لم يتوقف أبداً عن الإنتاج ومازالت أهميته كبيرة. بينما السينما الموسيقية اختفت تماماً من الإنتاج السينمائي. انخفض عدد الأعمال الفنية جذرياً تزامناً مع انحدار الموسيقى الأمريكية بداية من السبعينات حتى اختفت تقريباً في الوقت الحاضر. تتسم الأعمال الموسيقية حالياً بقلتها وتتراوح ما بين الدراما كما في فيلم فتاة أحلامك حتى السخرية كما في الجانب الآخر من السرير أو 20 سنتيمتراً دون الأغاني الأصلية. طوَر«كارلوس ساورا» وحده هذا النوع باجتهاده وبشخصيته الخبيرة وذوقه السليم.

## السينما الموسيقية الإسبانية مقابل الأمريكية
أحدثت السينما الموسيقية الإسبانية إبداع وتطور مستقل بالنسبة إلى السينما الأمريكية. كان لدى الأنماط الموسيقية المتبقية من الفن السينمائي العربي الحق في التقليد أو التأثر بالفن الأمريكي. وعلى العكس نشأ وتشكل النمط الإسباني كاستجابة للأذواق المحلية للبلد.
ترتكز الموسيقى الأمريكية الكلاسيكية على تركيبة من العمل والموسيقى والرقص. تفتقر الموسيقى الإسبانية عادة إلى هذه التركيبة لذلك هي تتكلم أكثر عن أفلام مصورة بأغاني، وهذا من وجهة نظر هوليوودية. وهذا لا يعنى بالضرورة أن المشاهد الموسيقية للسينما الإسبانية سهلة وبسيطة. تمتلك بعض الأفلام الموسيقية للسينما الإيبيرية رُقي وقوة كبيرة. من الأمثلة على ذلك، الفيلم الموسيقي سحر والذي يُنسب تصميم رقصاته إلى الحركة السريالية لاتجاه الطليعة في السينما الأوروبية. اُكتشفت أيضاً تصاميم رقصات محفوظة في شرائط مثل سندريلا الجديدة عام 1964 وشاركني عام 1966. قد لُحظ تأثير السينما الموسيقية الأمريكية في حالات معينة. كما في حالة تصميم الرقصات في كل شئ ممكن في غرناطة عام 1954 ومختلف عام 1961 أو مثل قطرتين من الماء عام 1963، لكن معظم الفرق الموسيقية للفيلم الإسباني لها جذور وطراز إسباني.

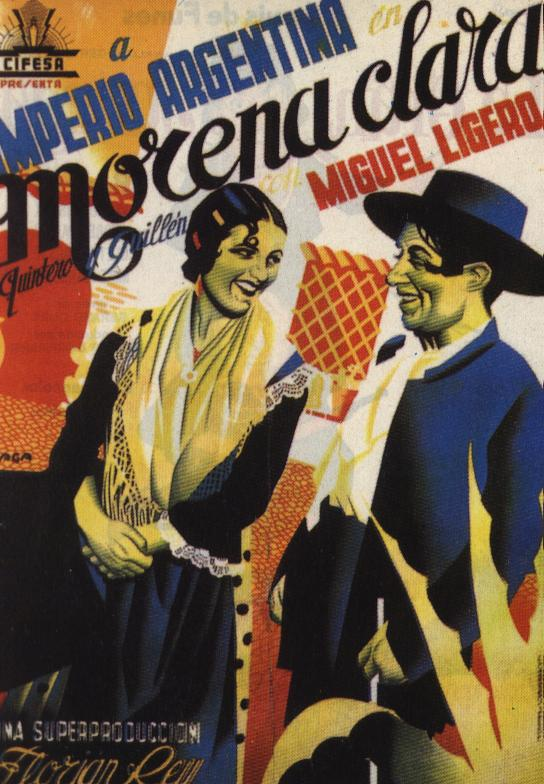
فيلم بني فاتح

## الموسيقى الشعبية في السينما الإسبانية
هو واحداً من أكثر الأنماط إشراقاً من قِبل صناع السينما الإسبانية. نشأ خلال الجمهورية الثانية مع ظهور السينما الصوتية ونية استغلال شهرة المغنية والراقصة الشعبية حينها. في هذا الوقت جذب هذا النمط جمهوراً أكثر من التي جلبته السينما الهوليوودية. وفقأً للترتيب الزمني في الثلاثينات وأوائل الأربعينات، «امبريو ارخنتينا» و«استريتا كاسترو» و«كونتشا بيكير» هم النجوم الأوائل الذين ظهروا والذين سيطروا على بطولة أفلام معظمها من إخراج «فلوريان راى» و«بينيتو بيروخو». فرضت السينما الشعبية للجمهورية الثانية تعبير «سينما شعبية» حيث تشمل الطبقات الشعبية والثقافات الإقليمية في مشروعها السياسي. اُستمر دعم هذا النوع خلال نظام فرانكو السياسي الأول لكن بمحاولات سياسية مختلفة منها دمج الطبقات الشعبية في نظام هرمي جديد. أدى هذا إلى بعض الغموض حيث ظلت السيناريوهات والنجوم والمخرجين كما هم. هذه الاستمرارية واضحة في الأمثلة مثل: فيلم بني فاتح، والإصدارالأول له مثالاً على الدمج بين الغجر والمرأة في المجتمع من بطولة «امبريو ارخنتينا» وإخراج «فلوريان راى» عام 1936. أما الإصدار الثانى حافظ على الحركة النسوية متمثلاً ضمنياً في شكل القاضية، وهو أمر مستحيل في هذا الوقت، وكان من بطولة «لولا فلوريس» عام 1954. تم تصدير هذا الفيلم إلى أمريكا اللاتينية حيث تمتع بشعبية وخاصة إلى ألمانيا. وافق وزير الثقافة الألماني «غوبلز» على إنشاء شركة الإنتاج الإسبانية الألمانية «شركة الإنتاج الإسبانية» في برلين عام 1938. كانت جميع الأفلام التي اُنتجت موسيقية شعبية في كلا الإصدارين الإسباني والألماني. بهذه الطريقة كان للسينما الألمانية الحق في الدخول إلى السوق الأمريكي اللاتيني. لكن الغريب أن الفيلم الأكثرأهمية والذي تم تصويره في ألمانيا كارمن دى لا روندا يتعارض مع السياسة العنصرية النازية جاعلاً من كارمن بطلة غجرية.
تشارك السينما الشعبية بتشابهات جدالية حول التفاوض الاجتماعي والثقافي بين الذكر والأنثى كبطل للفيلم. حيث تكون المرأة من طبقة شعبية وغجرية في حين أن البطل يكون سيد برجوازى أوعسكرى أومحامى أو إلخ... (على الرغم أن في بعض الأحيان يكون من الغجر أو قُطاع طرق). تأخذ المرأة دائماً الدور الفعال في العلاقة حيث تفوز بحب شريكها محولة إياه إلى ثقافة. يتعارك البطل في حالة كونه غجري مشهور بين المرأة من طبقة عُليا ومثقفة وغنية، وبين الغجرية (ودائماً ما تفوز الأخيرة). أما في حالة فوز المرأة من الطبقة العُليا فستُطبق ثقافة قاطع الطريق.
تعتبر الأربعينات فتره ملل تجاه هذا النوع من قِبل الجمهور والتغير التدريجي من سينما الكوبليت إلى سينما الكوبليه. رغم استمرار شهرة نجوم العقد السابق إلا أن استمرت سيطرة «خوانيتا رينا» بطلة أفلام المخرجين «خوان دى اوردونيا» و«لويس لوسيا».
تبدأ الخمسينات بهيمنة «خوانيتا رينا»، على الرغم من أن صراع هذا العقد سوف يكون من بطولة «لولا فلوريس» و «سارة مونتيل» والتي استمرت سيطرتهم حتى العقد التالي. فقد مثلت «لولا فلوريس» أفلام في أواخر الأربعينات، مثل فيلم سحر مع شريكها المغني «مانولو كاراكول» للمخرج «كارلوس سيرانو دى اوسما» عام 1947. في الوقت نفسه قد اشتركت «سارة مونتيل» (على الرغم من عدم كونها ممثلة شعبية، إلا أنه يمكن إدراجها في هذا القسم بسبب بنية أفلامها) في أدوار ثانوية في بعض أفلام الأربعينات، وحاولت الدخول في السينمائي الأوليمبي في هوليوود عقب الفيلم الأكثر نجاحاً في السينما الإسبانية حتى الآن الكوبليه الأخير إخراج «خوان دى اوردونيا» عام 1957. في هذا الوقت أيضاً سوف يبرز أمام الكاميرات «باكيتا ريكو» و «مارفى دى تريانا» وأخريات ولكن بتأثير أقل من النجمتين السابقتين.
حدث تدهور لهذا النوع خلال الستينات والسبعينات، على الرغم من استمرار تصوير أفلام بطولة «سارة مونتيل» و«لولا فلوريس» و«باكيتا ريكو» و«ماروخيتا دياز»، في حين أنه انضم إليه الوجه الصاعد «روسيو خورادو» الذي لعب العديد من الأفلام. اختفى هذا النوع فعلياً في الثمانينات وحُظي بآخر نجاح له مع أفلام «إيزابيل بانتوخا» مثل فيلم أنا هذه إخراج «لويس سانز» عام 1990 والذي حصل على ما يقرب من مليون ونصف مُشاهد، وفيلم اليوم الذي ولدت فيه إخراج «بيدرو اوليا» عام 1991 والذي حقق إيرادات منخفضة. وعلى أية حال، نجاح هذه الأفلام أعاد إلى الشاشة بعض الممثلين في مشاريع تهدف إلى تجاوز مجرد قائمة من الأغاني المصورة مثل «روسيو خورادو» بنسخة جديدة من لولا ذاهبة للموانئ إخراج «جوزفينا مولينا» عام 1993. حاز هذا النوع على نهضة وجيزة أخرى مع فيلم الأشياء من الحب عام 1989، المستوحى من حياة المغنى «ميغيل دى مولينا» وجزئه الثاني عام 1995.
وأخيراً سيصبح هذا النوع مُكرماً في العمل الساحق ذو المليونين ونصف مُشاهد فتاة أحلامك من إخراج «فيرناندو ترويبا» عام 1998، كوميديا مستوحاه من أعمال الفنانين الشعبيين الذين مثلوا في استديوهات السينما الألمانية في أواخر الثلاثينات. خاصةً فيلم كارمن دى لا روندا للممثلة «امبريو ارخنتينا» والمخرج «فلورايان راى».